# Winfried-Götz Berger
Winfried-Götz Berger (* 24. September 1938 in Bunzlau, Schlesien) ist ein deutscher Apotheker und als Sanitätsoffizier der Bundeswehr zuletzt vom 1. Oktober 1986 bis zum 30. September 1997 Leiter der für die Organisation des Sanitätsdienstes zuständigen Unterabteilung Sanitätswesen im Bundesministerium der Verteidigung (BMVg) im Dienstgrad Generalapotheker.

## Leben
Berger absolvierte das Abitur in Regensburg. Nach der Einberufung zum Grundwehrdienst durchlief er bei der Luftwaffe die Ausbildung zum Reserveoffizier der Flugabwehr. Es folgte ein zweijähriges Apotheken-Praktikum und nach dem Pharmazeutischen Vorexamen im Herbst 1961 von 1961 bis 1964 das Studium der Pharmazie und anschließend bis 1966 das Studium der Lebensmittelchemie an der Technischen Hochschule Karlsruhe als Stipendiat der Bundeswehr. Nach seinem Wiedereintritt in die Bundeswehr arbeitete er von 1967 bis 1971 in den Bereichen Lebensmittelüberwachung bzw. Ökochemie an den Chemischen Untersuchungsstellen der Bundeswehr in Koblenz und Stuttgart. Daneben erarbeitete er eine Dissertation auf dem Gebiet der Chemie der Polyphenole in Wein und Essig und wurde im Januar 1971 an der Technischen Hochschule Hannover zum Dr. rer. nat. promoviert. Im Anschluss daran war Berger unter anderem als Divisionsapotheker der 5. Panzerdivision und beim Inspizienten Wehrpharmazie der Bundeswehr eingesetzt, bevor er 1974 seinen Dienst als Referent für die Personalführung der Sanitätsoffiziere im BMVg antrat. Im Oktober 1980 erfolgte die Beförderung zum Oberstapotheker einhergehend mit der Übernahme der Leitung des Referats für Personalgrundsatz, Personalplanung und Haushalt in der Inspektion des Sanitäts- und Gesundheitswesens (InSan). Die Beförderung zum Generalapotheker erfolgte 1986 mit der Versetzung auf den Dienstposten als Leiter der für die Organisation des Sanitätsdienstes der Bundeswehr zuständigen Unterabteilung.
Nach seiner Zurruhesetzung mit Ablauf des September 1997 war Berger drei Jahre, von Anfang 1998 bis Ende 2000, als Chefredakteur der militärmedizinischen Fachzeitschrift Wehrmedizin und Wehrpharmazie tätig.
Bis zum Jahr 2008 war er Mitglied im Herausgeberbeirat des Medizinprodukte Journals (MPJ). Ab 2008 war er im Vorstand des Bundesverbandes der Apotheker im öffentlichen Dienst e. V. (BApÖD) zuständig für die Finanzen. Gleichfalls ab 2008 ist er als Vorstandsmitglied der Arbeitsgemeinschaft der Pharmazieräte Deutschlands (APD) zuständig für die Organisation der Jahrestagungen der APD.
Berger ist evangelisch, verheiratet und hat zwei Söhne.

## Auszeichnungen
- 1981: Verdienstkreuz am Bande des Verdienstordens der Bundesrepublik Deutschland
- Bundesverdienstkreuz 1. Klasse
- Ehrenkreuz der Bundeswehr in Gold